# Hemerotrecha
Hemerotrecha  (лат.) — род фаланг (Solifugae) из семейства Eremobatidae. Обитают в Северной Америке (Канада, Мексика, США). Относительно мелкие или среднего размера фаланги. Мезовентральная бороздка отсутствует или малозаметна. На передних ногах по два коготка.

## Систематика
Около 30 видов.
- Hemerotrecha banksi Muma, 1951[5] — Айдахо и Калифорния (США)
- Hemerotrecha bixleri Muma, 1989 — Аризона (США)
- Hemerotrecha branchi Muma, 1951 —  Мексика, США
- Hemerotrecha californica (Banks, 1899)[6] — США typus
- Hemerotrecha carsonana Muma, 1989 — Невада (США)
- Hemerotrecha cazieri  Muma, 1986 — Мексика
- Hemerotrecha cornuta  Brookhart & Cushing, 2002[7] — Колорадо (США)
- Hemerotrecha delicatula Muma, 1989 — Юта (США)
- Hemerotrecha denticulata Muma, 1951 — Канада, США
- Hemerotrecha elpasoensis Muma, 1962 — Техас (США)
- Hemerotrecha fruitana Muma, 1951 — США
- Hemerotrecha jacintoana Muma, 1962 — Невада и Калифорния (США)
- Hemerotrecha macra Muma, 1951 — Оклахома
- Hemerotrecha marathoni Muma, 1962 —  Нью-Мексико и Техас
- Hemerotrecha marginata (Kraepelin, 1910) — Калифорния
- Hemerotrecha maricopana Muma, 1989 — Аризона
- Hemerotrecha milsteadi Muma, 1962 —  Нью-Мексико и Техас
- Hemerotrecha minima Muma, 1951 — Колорадо и Техас
- Hemerotrecha neotena Muma, 1989 — Аризона
- Hemerotrecha nevadensis Muma, 1951 — Невада
- Hemerotrecha parva Muma, 1989 — Юта
- Hemerotrecha proxima Muma, 1963 — Невада
- Hemerotrecha serrata Muma, 1951 — Калифорния и Невада
- Hemerotrecha sevilleta Brookhart & Cushing, 2002[7] — Нью-Мексико
- Hemerotrecha simplex Muma, 1951 — Аризона и Калифорния
- Hemerotrecha steckleri Muma, 1951 — Аризона
- Hemerotrecha texana Muma, 1951 — Техас
- Hemerotrecha truncata Muma, 1951 — Калифорния
- Hemerotrecha werneri Muma, 1951 — Аризона
- Hemerotrecha xena Muma, 1951 — Калифорния